# Капрі Андерсон
Крістін Волш (нар. 30 березня 1988 (36 років), Нью-Йорк, Нью-Йорк (штат), США), відома як Капрі Андерсон (англ. Capri Anderson) — американська модель і колишня порноакторка.

## Життєпис
Народилася 30 березня 1988 року у Нью-Йорку в сім'ї з валлійським і ірландським корінням. Виросла в Нью-Йорку і Флориді. У дитинстві займалася танцями та кінним спортом. 
В порноіндустрію потрапила в 18 років, записавши особисте відео зі своїм бойфрендом, яке пізніше було продано порносайту. 
У 2007 році починає зніматися в хардкорних порнофільмах, першим з яких став Cable Guy Sex.
У 2011 році підписала ексклюзивний контракт з порностудією Vivid Entertainment.
Пішла з порноіндустрії у 2017 році, з'явившись у 148 порнофільмах.

## Вибрана фільмографія
- 2007: Backyard Oil Wrestling
- 2008: Cable Guy Sex[3]
- 2008: Filthy's First taste 7
- 2008: Sluts Fight Club
- 2008: Virgins of the screen 6[6]
- 2009: Cougars Crave Young Kittens 1
- 2009: Do Me Wet
- 2010: Meow!
- 2010: molly's Life 5
- 2010: Mother-Daughter Exchange Club 12
- 2010: We Live Together.com 14
- 2010: Women Seeking Women 59
- 2010: charlie's Angel Capri Anderson
- 2011: Spider-Man XXX: A Porn Parody, Аксель Браун, Мері Джейн Вотсон
- 2011: Goddesses
- 2012: Me and My Girlfriend 2
- 2012: Water Guns
- 2013: Lesbian Love Stories 2
- 2013: we're Young and Love to Lick Pussy
- 2014: Luscious Lesbians 2
- 2014: Obsessed
- 2015: Gettin' Hot By The Fire
- 2015: Delightful Ambition
- 2016: Sapphic Erotica 3
- 2016: Wet For Women 4
- 2017: Julia Ann and Her Girlfriends
- 2017: Sister Act (II)

## Премії й номінації
| Рік  | Премія | Категорія                        | Фільм | Результат |
| ---- | ------ | -------------------------------- | --- | --------- |
| 2011 | AVN    | Best Web Star                    | ClubCapriAnderson.com [Архівовано 15 жовтня 2011 у Wayback Machine.]                                      | Номінація |
| 2011 | AVN    | Best All-Girl Couples Sex Scene  | Foot Fetish Daily (shared with Ruby Knox)                                                                 | Номінація |
| 2011 | AVN    | Best Tease Performance           | Meow! | Номінація |
| 2012 | AVN    | Best Actress                     | Runaway                                                                                                   | Номінація |
| 2012 | AVN    | Best Oral Sex Scene              | Spider-Man XXX: A Porn Parody                                                                             | Номінація |
| 2012 | AVN    | Best Solo Sex Scene              | My Little Black Book                                                                                      | Номінація |
| 2012 | AVN    | Best Three-Way Sex Scene (G/G/B) | Spider-Man XXX: A Porn Parody (shared with Ash Hollywood and Seth Dickens)                                | Номінація |
| 2012 | AVN    | Crossover Star of the Year       | | Номінація |
| 2012 | AVN    | Most Outrageous Sex Scene        | Spider-Man XXX: A Porn Parody (scene: "The Amazing Upside-Down Spidey B. J." – shared with Xander Corvus) | Номінація |
| 2013 | AVN    | Best Supporting Actress          | Pee-Wee's XXX Adventure: A Porn Parody                                                                    | Перемога  |
| 2013 | XBIZ   | Best Actress – All-Girl Release  | Me and My Girlfriend 2                                                                                    | Номінація |
| 2014 | AVN    | Best All-Girl Group Sex Scene    | Streaker Girls (з Ташею Рейн, Ріккі Сікс і Хізер Вон)                                                     | Номінація |
| 2014 | AVN    | Best Performance Tease           | Милашка 4                                                                                                 | Номінація |